# Спінетолі
Спінетолі (італ. Spinetoli) — муніципалітет в Італії, у регіоні Марке,  провінція Асколі-Пічено.
Спінетолі розташоване на відстані близько 155 км на північний схід від Рима, 85 км на південь від Анкони, 17 км на схід від Асколі-Пічено.
Населення — 7258 осіб (2014).

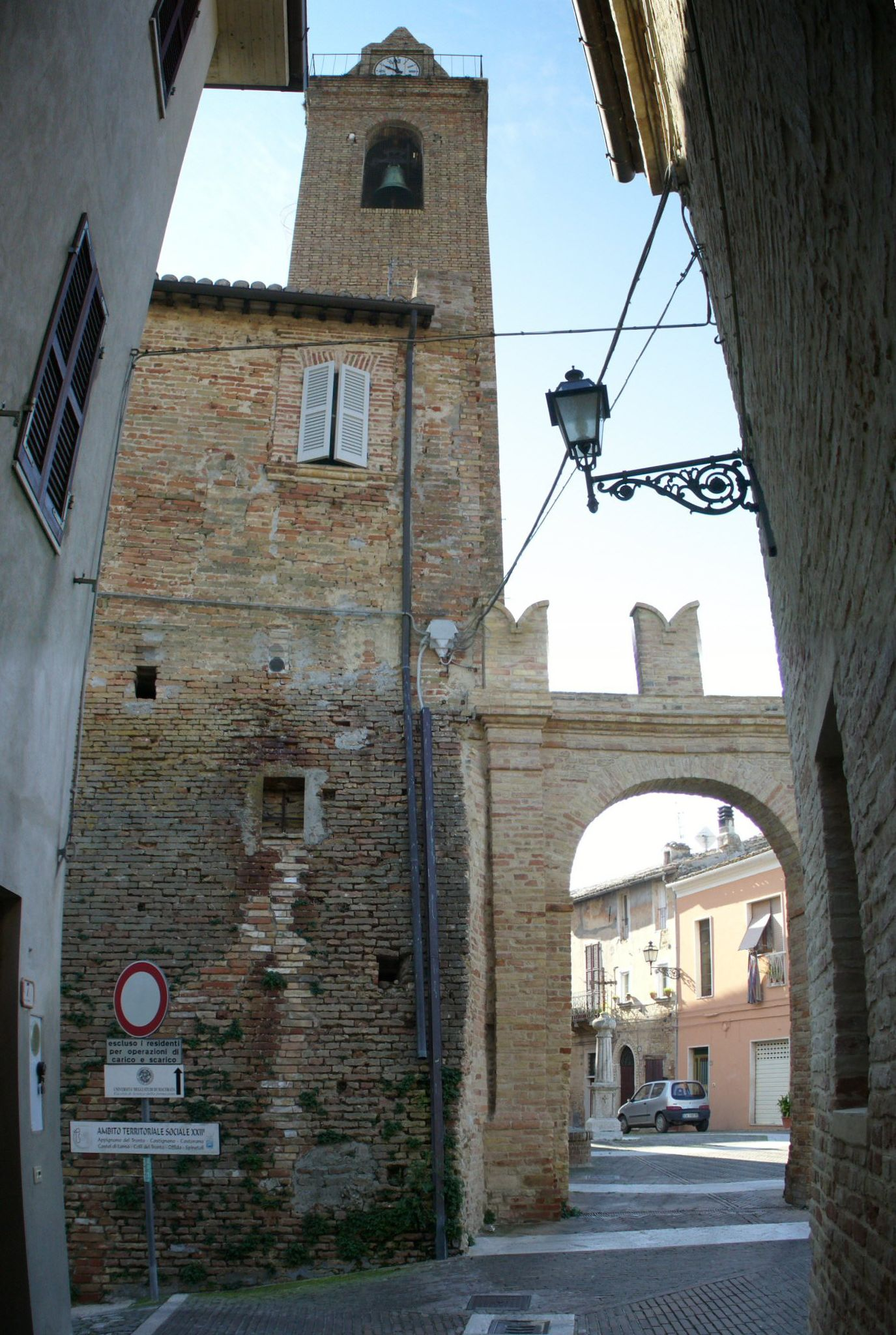

Щорічний фестиваль відбувається 25 січня. Покровитель — San Pio X.

## Демографія
Населення за роками:

Станом на 1 січня 2023 року в муніципалітеті офіційно проживали 683 іноземці з 49 країн, серед них 131 громадянин країн Євросоюзу та 10 громадян України.

## Сусідні муніципалітети
- Анкарано
- Касторано
- Коллі-дель-Тронто
- Контрогуерра
- Монсамполо-дель-Тронто
- Оффіда